# André Simone

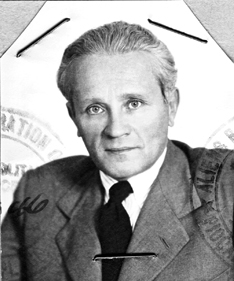
André Simone (1946)

André Simone, właśc. Otto Katz (ur. 27 maja 1895 w Jistebnicach, zm. 3 grudnia 1952 w Pradze) – czechosłowacki dziennikarz i polityk komunistyczny.

## Życiorys
Studiował w Pradze i Wiedniu, działał w socjalistycznej organizacji studenckiej, 1914 po rozpoczęciu I wojny światowej został zmobilizowany do armii austro-węgierskiej. 24 grudnia 1914 został ranny, po wyleczeniu zdezerterował, za co po schwytaniu przez 7 miesięcy był więziony, następnie ponownie wysłany na front. Po demobilizacji pracował jako dziennikarz w Pößneck, potem był pracownikiem kompanii metalurgicznej w Pradze, 1921 przeniósł się do Berlina, gdzie 1922 wstąpił do KPD, pracował w różnych gazetach. Działał w Kominternie, 1933 w Paryżu został sekretarzem komitetu pomocy ofiarom faszyzmu; wystąpił wówczas w obronie Georgi Dymitrowa oskarżonego o podpalenie Reichstagu. Podczas wojny domowej w Hiszpanii był dziennikarzem "Agence Espagne" - oficjalnego organu prasowego republikanów. Podczas II wojny światowej przebywał w USA, gdzie publikował w dzienniku Komunistycznej Partii USA "Daily Worker" i komunistycznym tygodniu "New Masses", był również dziennikarzem w Meksyku. W 1946 wrócił do Czechosłowacji, został współpracownikiem i następnie redaktorem organu KPCz "Rudé právo", 1946 był również delegatem na konferencję pokojową w Paryżu. W 1952 został skazany na śmierć w procesie Rudolfa Slánský'ego i następnie powieszony.